# Silmasz Kołomyja
Silmasz Kołomyja (ukr. Футбольний клуб «Сільмаш» Коломия, Futbolnyj Kłub "Silmasz" Kołomyja) – ukraiński klub piłkarski z siedzibą w Kołomyi w obwodzie iwanofrankiwskim.

## Historia
Chronologia nazw:
- 1945—1946: Błyskawka Kołomyja (ukr. «Блискавка» Коломия)
- 1947—1950: Bilszowyk Kołomyja (ukr. «Більшовик» Коломия)
- 1951—1954: Iskra Kołomyja (ukr. «Іскра» Коломия)
- 1955—1957: Burewisnyk Kołomyja (ukr. «Буревісник» Коломия)
- 1958—1961: Awanhard Kołomyja (ukr. «Авангард» Коломия)
- 1962—1964: Silmasz Kołomyja (ukr. «Сільмаш» Коломия)
- 1965—1970: Karpaty Kołomyja (ukr. «Карпати» Коломия)
- 1971—1994: Silmasz Kołomyja (ukr. «Сільмаш» Коломия)

Po zakończeniu II wojny światowej z inicjatywy naczelnika miejscowej poczty Pana Barskiego klub został odnowiony jako Błyskawka Kołomyja (ukr. błyskawka oznacza błyskawica). Zespół wygrał spartakiadę obwodu iwanofrankiwskiego w 1945 roku i jako zwycięzca udał się do Kijowa na turniej finałowy Ukraińskiej SRR, gdzie zajął 1 miejsce w trzeciej grupie. W 1947 sponsorem klubu został miejscowy zakład budowy maszyn rolniczych "Silmasz" i klub otrzymał nazwę Bilszowyk Kołomyja. Klub występował w rozgrywkach Mistrzostw oraz Pucharu obwodu iwanofrankiwskiego. Często zmieniał nazwy Iskra Kołomyja, Burewisnyk Kołomyja, Awanhard Kołomyja, Silmasz Kołomyja i Karpaty Kołomyja.
W 1971 klub przywrócił nazwę Silmasz Kołomyja. Mając mocne finansowe zaplecze zawsze był na czołowych pozycjach mistrzostw obwodu iwanofrankiwskiego i często reprezentował region w rozgrywkach republikańskich. W Mistrzostwach Ukraińskiej SRR spośród drużyn amatorskich występował w latach 1958-1959, w 1969 wygrał turniej strefowy, a w latach 1976, 1978, 1984, 1986 nigdy nie spadł poniżej czwartego miejsca.
W końcu 1994 roku klub z powodu problemów finansowych związanych z trudnościami głównego sponsora zakładu budowy maszyn rolniczych, przestał istnieć.

## Sukcesy
- mistrz grupy w Mistrzostwach Ukraińskiej SRR spośród drużyn amatorskich:

1969
- Mistrz obwodu iwanofrankiwskiego:

1945, 1954, 1956, 1968
- Zdobywca Pucharu obwodu iwanofrankiwskiego:

1966, 1970, 1985

## Znani piłkarze
- Petro Chaszczewski
- / Roman Hryhorczuk
- Ihor Melnyczuk
- Petro Słobodian
- / Ihor Stachiw
- / Serhij Turianski

## Inne
- Prykarpattia Iwano-Frankiwsk
- Spartak Iwano-Frankiwsk